# Estepa (botànica)
|  | Aquest article tracta sobre un tipus d'arbusts. Si cerqueu el bioma, vegeu «estepa (geografia)». |

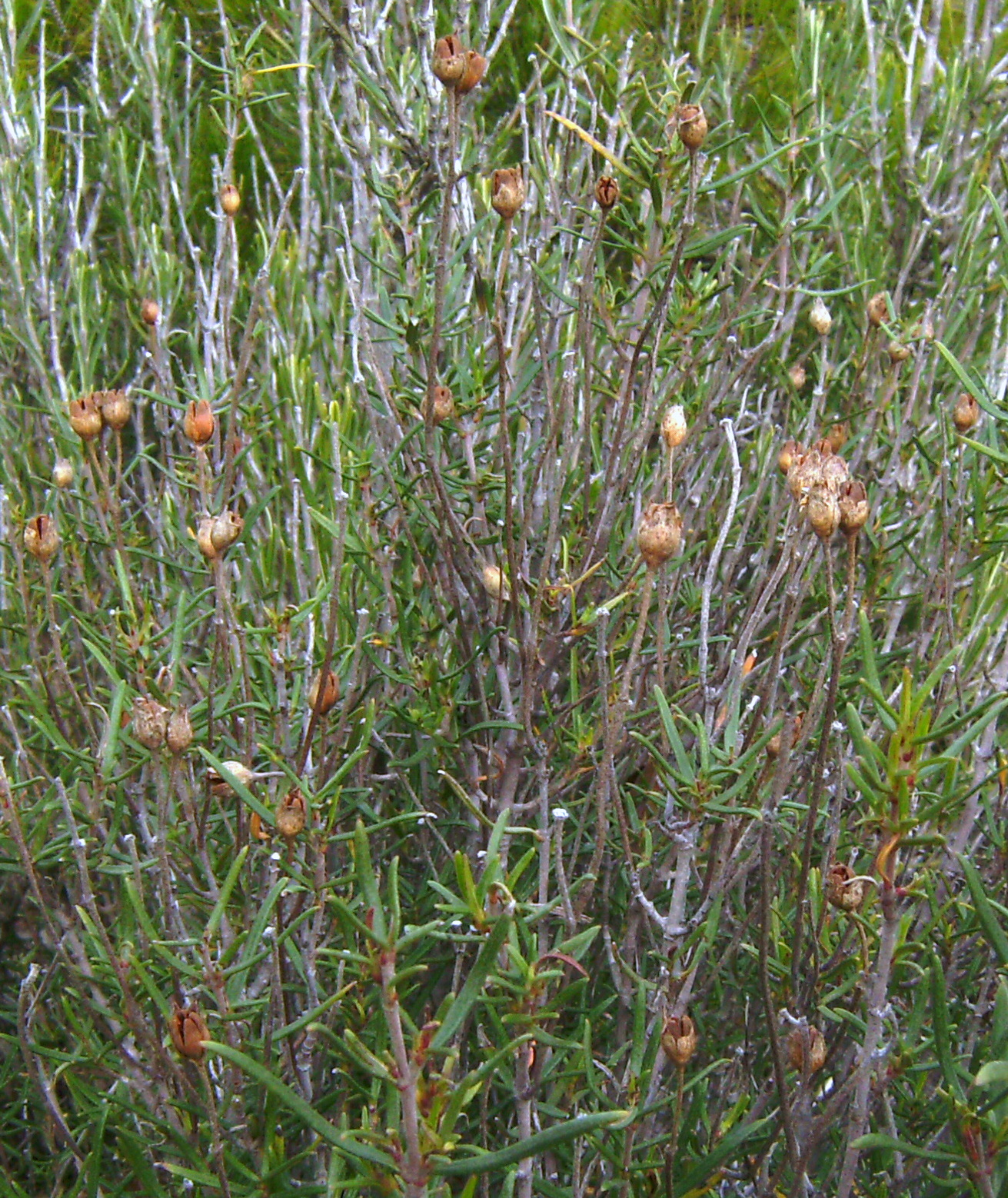
Fruits en càpsula, característica que dona nom a tot el gènere Cistus, en la imatge les càpsules són de l'espècie Cistus clusii

Les estepes (Cistus) són un gènere d'arbusts i mates robustes, molt llenyoses, de la família de les cistàcies, caracteritzades per un fruit en forma de càpsula que s'obre en cinc valves, mentre que els altres gèneres autòctons de la família tenen càpsules que s'obren en tres valves. Tenen les fulles perennes i oposades, i flors vistoses, blanques o rosades, amb cinc pètals iguals, i assoleixen alçades d'entre 1 i 2 metres. La fórmula floral predominant és * K 5, C 5, A molts, G (5), o sigui, flor actinomorfa amb 5 sèpals, 5 pètals, molts estams (més de 20) i 5 carpels concrescents.
Les estepes estan adaptades al clima mediterrani. Les seves arrels creixen i es ramifiquen molt a la primavera, l'època de pluges i s'estenen superficialment per tal de poder aprofitar l'aigua que caigui, per poca que sigui. Les seves fulles poden caure o es marceixen de manera reversible en èpoques de sequera. D'altra banda, són fàcilment inflamables i resten completament calcinades pels incendis. Després del pas del foc, però, les seves llavors, que mig enterrades no han sofert danys, germinen ràpidament i en poc temps els estepars tornen a envair l'espai.
En particular hi pertanyen les següents espècies autòctones dels Països Catalans:
- Estepa blanca (Cistus albidus)
- Estepa borrera (Cistus salviifolius)
- Estepa ladanífera (Cistus ladanifer)
- Estepa negra (Cistus monspeliensis)
- Estepa crespa, ajoca-sapes, (Cistus crispus)
- Esteperola, esteperola vera, esteperol, romaní mascle, romaní bord (Cistus clusii)
- Estepa de muntanya (Cistus laurifolius)
- Estepa populifòlia (Cistus populifolius)
- Estepa blava (Cistus creticus) o Cistus incanus
- Cistus heterophyllus, al nostre país representada per la subespècie carthaginensis

També es dona el nom d'estepa a algunes espècies dels gèneres Hypericum (com ara l'estepa joana), Phlomis (estepa blenera) i Halimium.

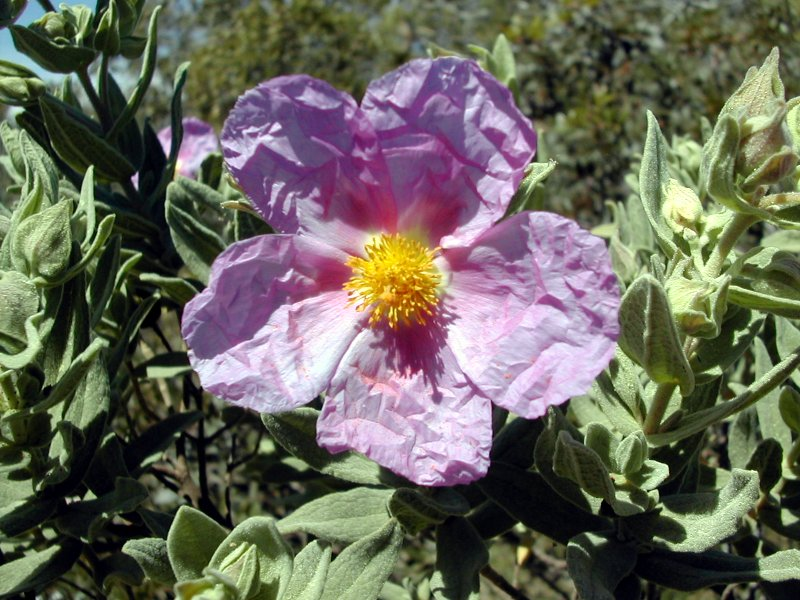
Cistus albidus a prop de Sitges
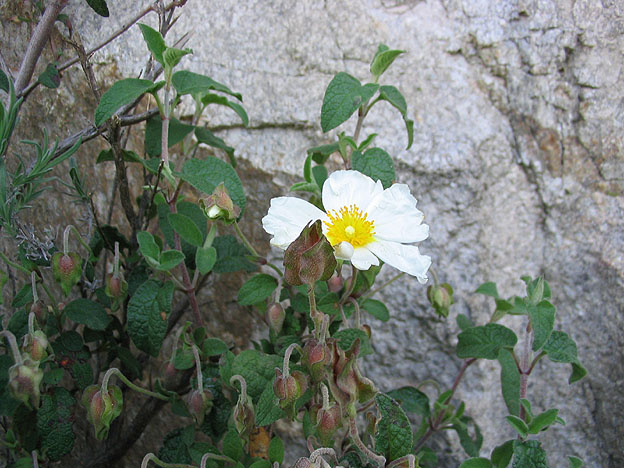
Cistus salviifolius
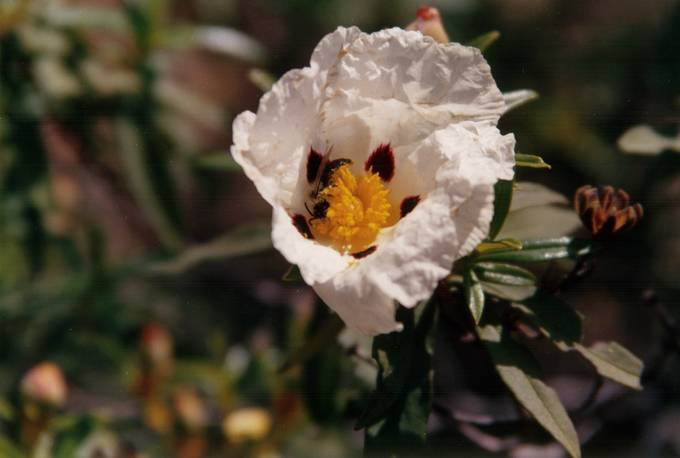
Cistus ladanifer
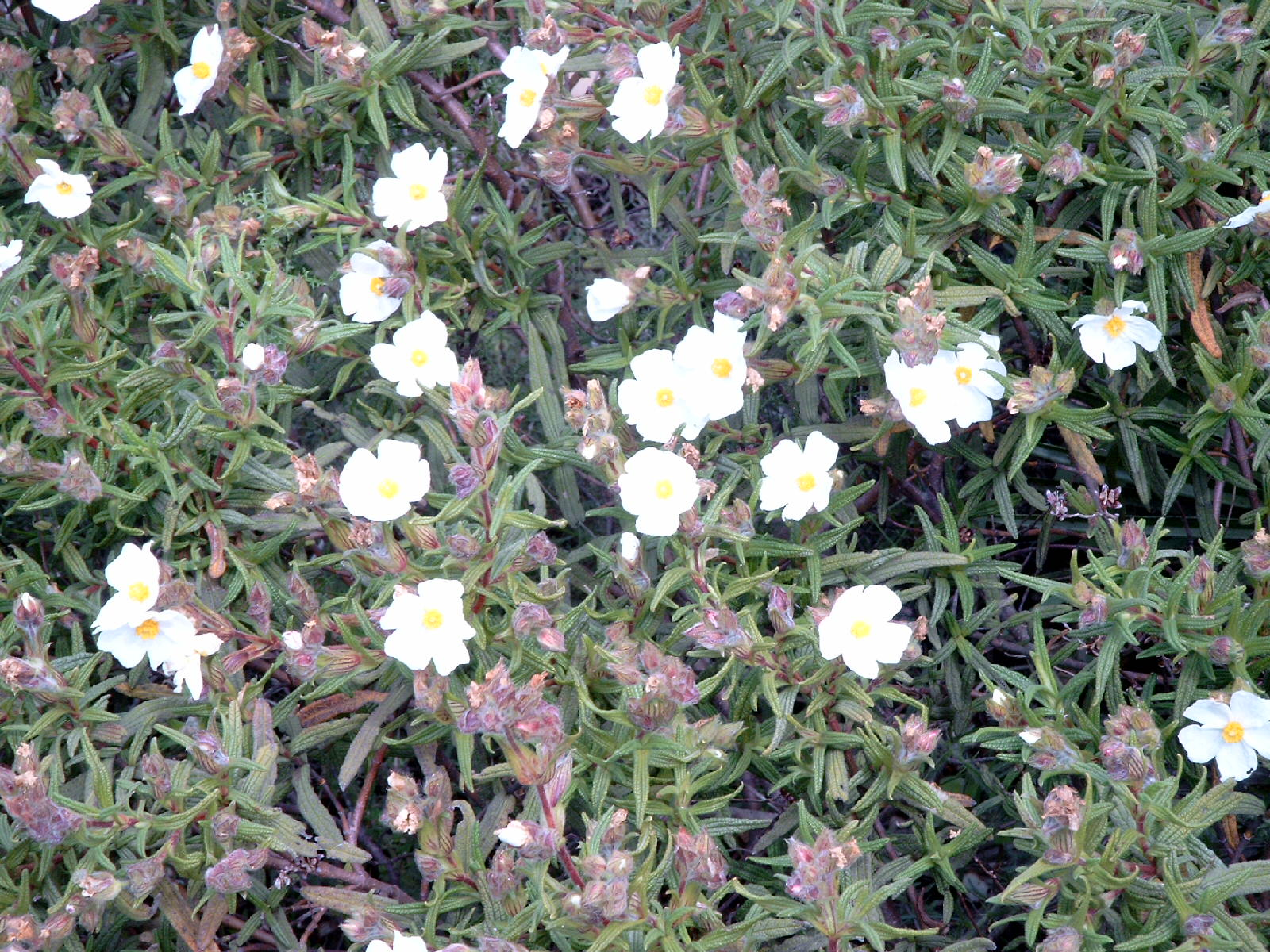
Cistus monspeliensis
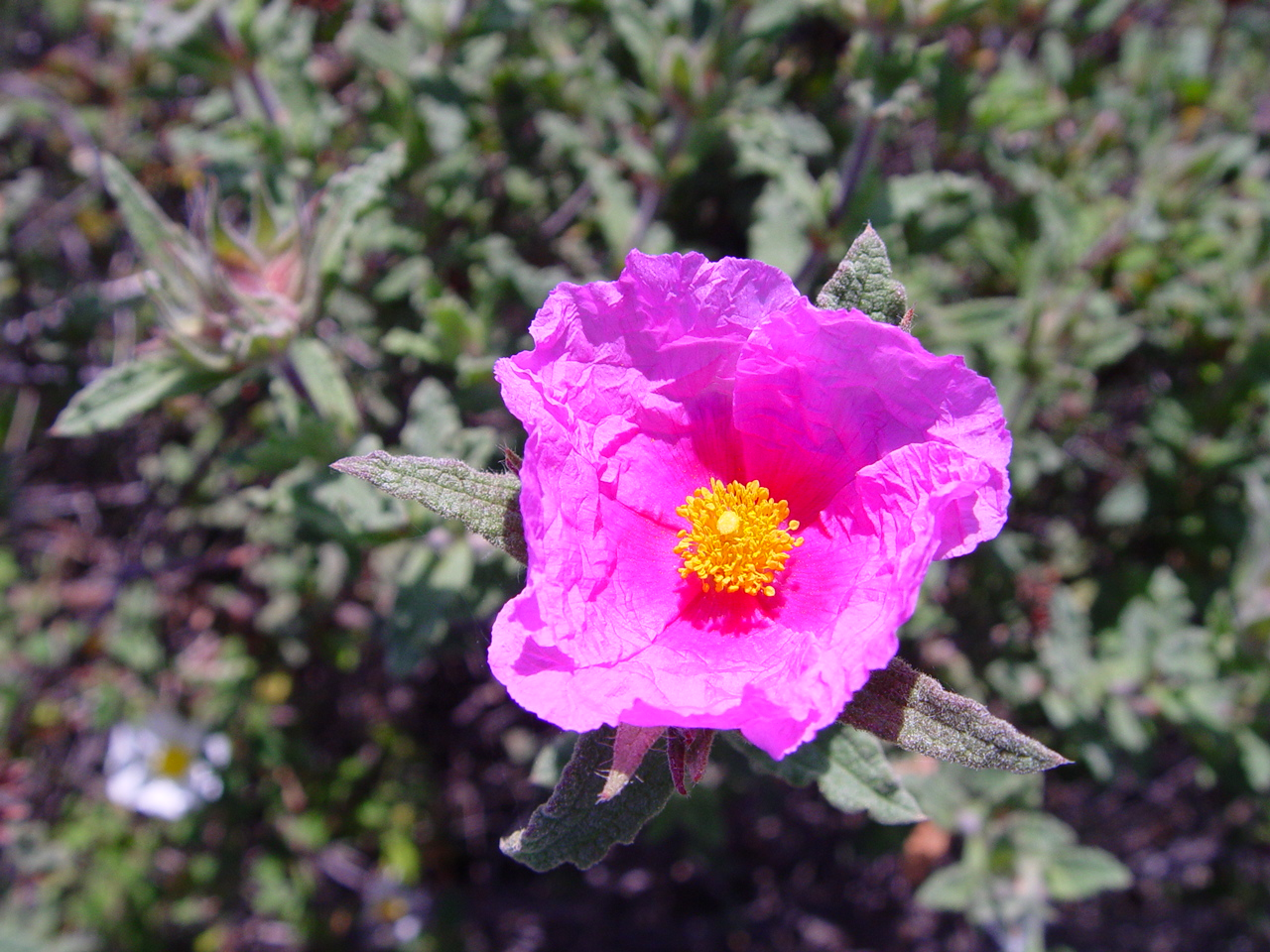
Cistus crispus
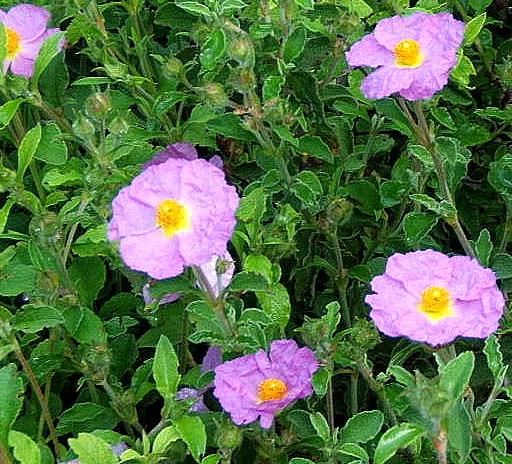
Cistus incanus
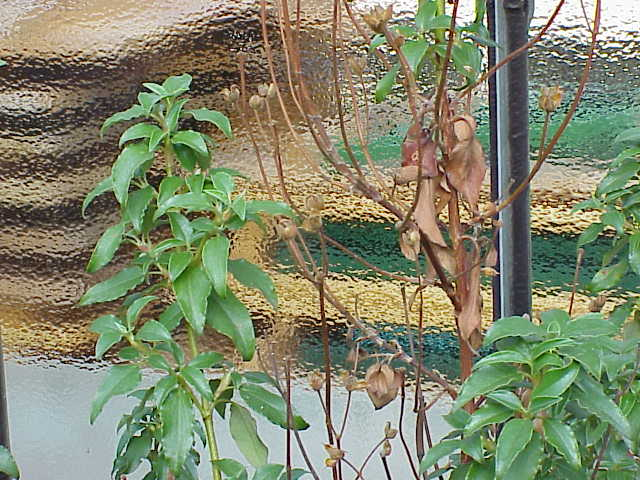
Cistus laurifolius
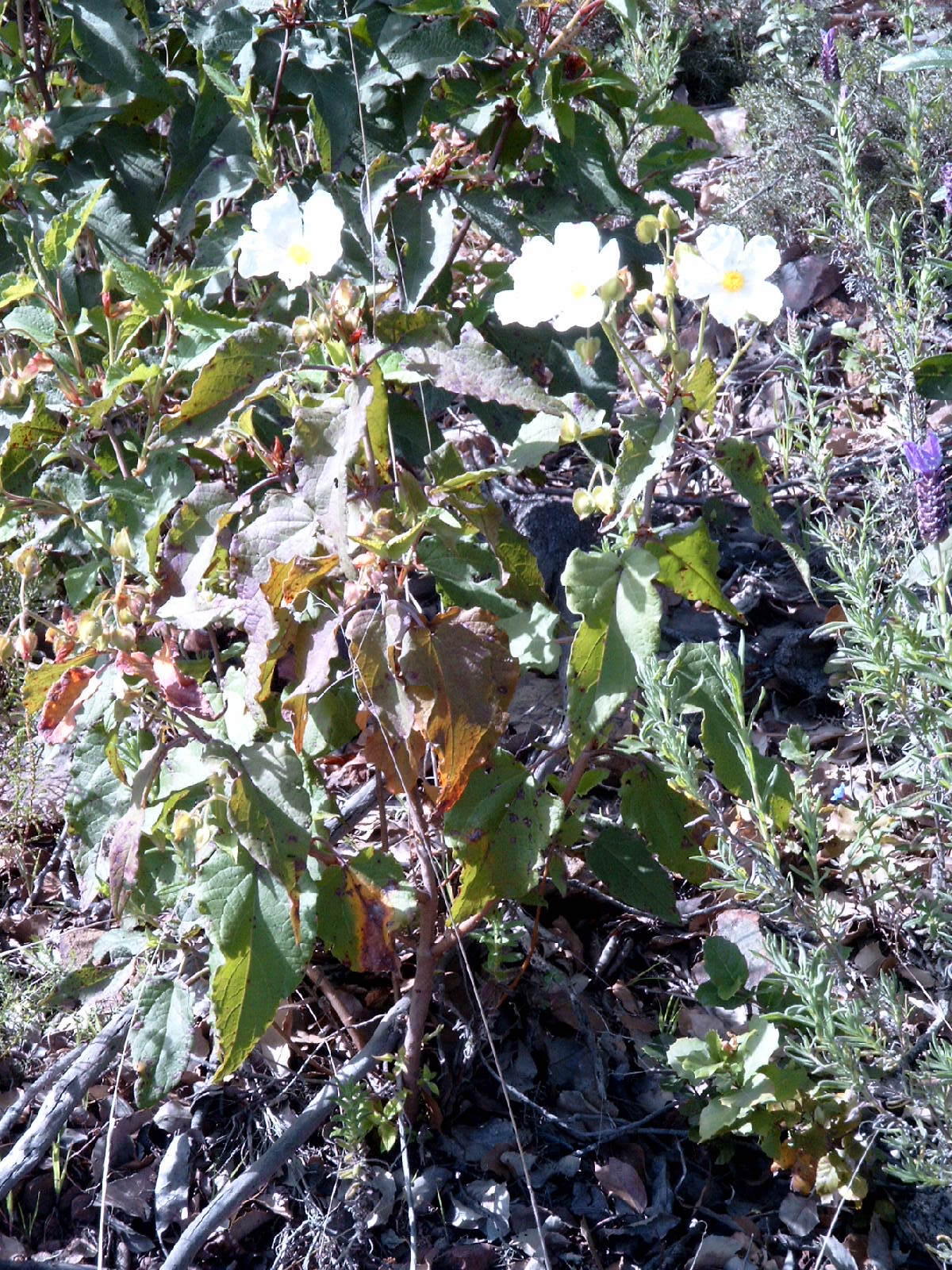
Cistus populifolius
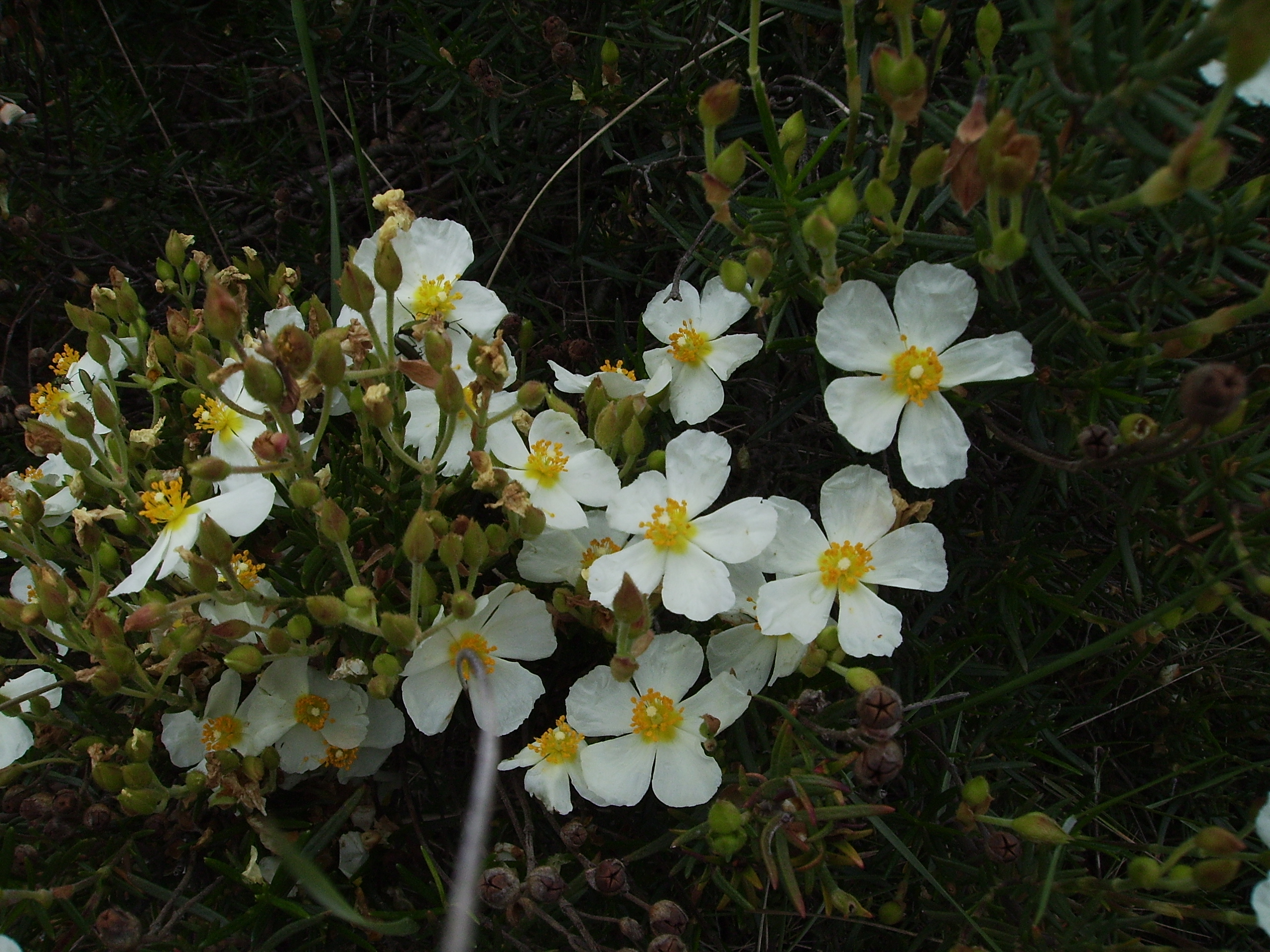
Cistus clusii